# دید و بازدید
دید و بازدید نخستین مجموعه قصه و داستان اثر جلال آل‌احمد است که سال ۱۳۲۴ منتشر شد. این کتاب ابتدا شامل ده داستان کوتاه بود و در چاپ هفتم دوازده داستان کوتاه را دربردارد. نام کتاب برگرفته از اولین داستان کتاب است.
دید و بازدید شرحی است از دید و بازدیدهای جوانی که در ایام عید نوروز وارد مجلسی می‌شود و در این مسیر با حوادث جالبی روبه‌رو می‌شود.
متن این کتاب مانند سایر آثار جلال آل‌احمد بسیار روان و ساده است و خواننده را تا انتهای کتاب با خود همراه می‌کند.
جلال جوان در این مجموعه با دیدی سطحی و نثری طنزآلود اما خام که آن هم سطحی است، زبان به انتقاد از مسائل اجتماعی و باورداشتهای قومی می‌گشاید.
قلم شیوا و نثر روان و ساده جلال عامل کشش و جاذبه کارهایش است. او با همین صمیمیت و سادگی در خواننده نفوذ کرده و مخاطبش را تا انتهای داستان با خودش همراه می‌کند.
برای آشنایی با نثر ساده و صمیمی جلال آل‌احمد چند سطر از کتاب «دید و بازدید» را با هم می‌خوانیم: 
«علیک سلام ننه جون ـ عیدت مبارک ـ صد سال به این سال‌ها! زیر سایه امام زمون، کربلای معلا، نجف اشرف.مگه عیدی بشه و سالی بیاد و بره که این‌ورا پیدات بشه! چرا سری به این ننه جونت نمی‌زنی؟ای بی‌غیرت، من که با شماها این قدر محبت دارم چرا شما پوست کلفت‌ها به من محلی نمی‌ذارین؟ننه جون خیلی خوش اومدی. چی بگم؟من که بلد نیستم به شما فکلیا بگم: تبریک ـ چه میدونم تبریک عرض می‌کنم.» ما قدیمی‌ها دیگه کجا این حرفارو بلد می‌شیم؟ خوب ننه جون بیا این بالا رو تشک بشین، دهنتو شیرین کن ... .